# HMS Ark Royal (1914)

## Inleiding
In 1910 experimenteerde de Amerikaanse marine met het opstijgen van vliegtuigen vanaf een schip. De lichte kruiser USS Birmingham was voorzien van een klein houten vliegdek en op 14 november was de eerste vlucht vanaf een schip een feit. De Engelse marine toonde belangstelling en nam eigen proeven vanaf 1912. Voor wielvliegtuigen was het te vroeg, ze konden wel opstijgen, maar landen op schepen was onmogelijk. De Britten legde zich toe op het gebruik van watervliegtuigen, die buitenboord werden gebracht met een kraan en na afloop van de missie op zee landden en vervolgens weer aan boord werden gehesen.

## Bouw
De Ark Royal werd gekocht door de Britse marine in mei 1914 kort nadat haar kiel was gelegd. Het ontwerp van het schip werd bijna volledig herzien om de nieuwe taak goed te kunnen uitvoeren. Ze werd in dienst gesteld op 10 december 1914.

## Beschrijving
In het voorste deel van het schip waren benedendeks hangars voor de vliegtuigen. De hangar was 46 meter lang, 14 meter breed en 4,6 meter hoog en er waren diverse technische ruimten voor het onderhoud en reparatie van de watervliegtuigen. Het achterste deel was gereserveerd voor de bemanning, de brug en scheepsmotoren. Er waren verder kranen om de vliegtuigen van of aan boord te tillen en er was een kleine brandstofvoorraad voor de vliegtuigen.

## Activiteiten

### Eerste Wereldoorlog
In het begin van 1915 nam de HMS Ark Royal deel aan de Gallipoliveldtocht met haar vliegtuigen die verkenningsvluchten uitvoerden. Het jaar erop ondersteunde zij de Britse troepen die Servië hielp op het Macedonische front, voordat ze terug naar de Dardanellen ging als depotschip voor alle watervliegtuigen die in het gebied actief waren. De Ark Royal verliet het gebied later in het jaar om met haar watervliegtuigen anti-onderzeebootpatrouilles in de zuidelijke Egeïsche Zee te ondersteunen.

### Interbellum
Na het einde van de Eerste Wereldoorlog, was de Ark Royal een depotschip voor vliegtuigen ter ondersteuning van het Witte leger en Britse operaties tegen de bolsjewieken in de omgeving van de Kaspische Zee en Zwarte Zee. In 1920 verlegde ze haar werkgebied naar Brits-Somaliland waar ze de Royal Air Force ondersteunde in de campagne tegen opstandelingen.
Later dat jaar werd het schip opgenomen in de reservevloot. In 1930 kwam het terug in dienst als opleidingsschip voor watervliegtuigpiloten en om katapultoperaties en technieken te evalueren. Ze werd omgedoopt tot HMS Pegasus in 1934 en diende als opleidingsschip tot aan het begin van de Tweede Wereldoorlog in september 1939.

### Tweede Wereldoorlog

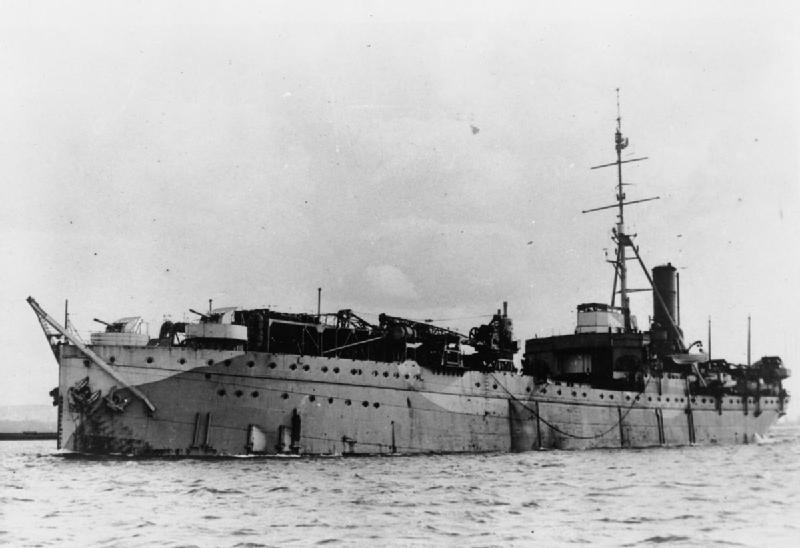
Vooraanzicht HMS Pegasus

Een Supermarine Walrus watervliegtuig maakt een "low pass" naast de HMS Pegasus, september 1942

HMS Ark Royal was het eerste marineschip dat speciaal is ontworpen en gebouwd als vliegtuigmoederschip.
Ze was aanwezig in Scapa Flow tijdens de aanval van de U-47 die de HMS Royal Oak in oktober 1939 torpedeerde.
Ze kreeg een nieuwe rol om te helpen konvooien te verdedigen tegen vijandelijke aanvallen. Haar vliegtuigen moesten Duitse lange-afstandmaritieme en lange-afstandsverkenners verjagen voordat deze informatie konden doorgeven over de plaats en koers van de konvooien. HMS Pegasus diende in deze rol tot medio 1941 en werd toen weer een opleidingsschip. Dit duurde tot begin 1944 waarna ze een logementsschip werd.

### Sloop
Tegen het einde van 1946 werd het schip verkocht en omgebouwd tot gewoon koopvaardijschip met de naam Anita. De eigenaar raakte in financiële problemen en in 1949 werd op de Anita beslag gelegd door de schuldeisers. Zij verkochten het schip aan een sloper waar het schip in 1950 aankwam.

## Naslagwerk
- (en)  HMS Ark Royal – Pegasus 1914–1950. Auteur: R.D. Layman, 1976., uitgeverij: International Naval Research Organization, Warship International, volume XIII, p. 90–114. ISSN 0043-0374